# Tragedia dell'Alpe di Catenaia
La tragedia dell'Alpe di Catenaia si verificò il 18 luglio 1976 sull'omonimo massiccio appenninico, quando durante una commemorazione pubblica un fulmine colpì e uccise 9 persone, ferendone molte altre.

## Antefatti
Durante la seconda guerra mondiale l'Alpe di Catenaia era stato luogo di accaniti scontri tra le truppe naziste da una parte e i partigiani e i soldati alleati dall'altra, in quanto su di essa passava la Linea Gotica, ed era quindi un caposaldo fondamentale del fronte bellico. Gli scontri terminarono nel luglio 1944, quando l'offensiva alleata fece crollare la Linea Gotica e obbligò i tedeschi ad abbandonare la provincia di Arezzo, che venne quindi liberata il 16 luglio.
Da allora il 16 luglio di ogni anno nel Casentino viene festeggiato l'anniversario della liberazione della provincia dal nazifascismo. Nel 1976 furono previste manifestazioni particolarmente imponenti, e fu predisposta una grande cerimonia da tenersi in cima all'Alpe di Catenaia, luogo simbolo della resistenza partigiana casentinese e dove è presente un cippo commemorativo postovi dall'ANPI di Arezzo nel secondo dopoguerra. L'evento, all'inizio normalmente previsto per il 16 luglio, fu posticipato al successivo 18 luglio per via del maltempo, che quell'anno si stava dimostrando particolarmente intenso nella zona.

## L'evento
Sponsorizzata dal locale Partito Comunista Italiano, la celebrazione più importante si tenne presso la località di Fonte del Baregno, ad alcuni chilometri dalla frazione di Falciano nel comune di Subbiano, e vi parteciparono per tutta la giornata centinaia di persone provenienti da tutta la provincia di Arezzo, per la maggior parte famiglie venute a godersi l'atmosfera fresca del luogo. Il tempo continuava ad essere incerto, ma in un primo momento sembrò ristabilirsi a sufficienza da permettere di stare all'aperto.
Tuttavia, durante la manifestazione, ci fu un improvviso peggioramento delle condizioni meteorologiche, e a metà pomeriggio (all'incirca dopo le 15:00) scoppiò un violento nubifragio. Molte persone, colte di sorpresa, si rifugiarono sotto gli alberi del bosco che circonda il torrente Baregno, cercando di ripararsi dalla pioggia. Pochi minuti dopo, data la prossimità col fronte delle nubi temporalesche (la località si trova a circa 1200 m di altezza), un fulmine si abbatté nelle vicinanze, colpendo un grande faggio sotto al quale si erano rifugiate numerose persone, folgorandone decine e uccidendone nove sul colpo.
A causa del contemporaneo nubifragio che rese impraticabili le strade sterrate che conducono a Fonte del Baregno e della lontananza della zona del disastro dalle strade principali, i soccorsi impiegarono molte ore per giungervi, aggravando la già difficile situazione dei feriti e dei sopravvissuti. I primi a intervenire furono gli abitanti del vicino paese di Falciano e, poco dopo, i carabinieri di Subbiano. Le ambulanze invece non riuscirono a giungere a Fonte del Baregno per l'impraticabilità delle strade dell'Alpe invase dal fango, e dovettero essere organizzati convogli militari d'emergenza.

## Vittime e ricordo del disastro
Tra le nove vittime ci fu anche il vicesindaco di Castiglion Fibocchi Eugenio Sacchini, mentre la più giovane era Patrizio Cincinelli, un bambino di 10 anni.
Nonostante la notizia della tragedia venisse subito ripresa da importanti quotidiani come La Stampa, il Corriere della Sera e l'Unità, presto la memoria dell'evento si perse, e solo in tempi recenti le amministrazioni locali hanno ricominciato a perpetuarne il ricordo. La tragedia dell'Alpe di Catenaia è il più grave disastro meteorologico che abbia interessato la provincia di Arezzo. In onore delle vittime della tragedia, è stato costruito un monumento nel punto in cui si abbatté il fulmine che ricorda l'evento.
Nel XXI secolo assieme alla liberazione della provincia sono commemorate anche le vittime del disastro dell'Alpe di Catenaia. Nel 2024 la cerimonia in loco è stata presieduta dal presidente della Regione Toscana Eugenio Giani.